# جم ارمان
جم ارمان (انگلیسی: Cem Erman؛ 1947 – ۷ اوت ۲۰۱۱) موسیقی‌دان و بازیگر اهل ترکیه بود.